# Павлов, Чавдар Савович
Павлов Чавдар Савов (род. 26 июля 1967 года, гор. София, Народная Республика Болгария) — российский ученый-медик, терапевт, гастроэнтеролог, доктор медицинских наук, профессор, заслуженный работник здравоохранения Российской Федерации (2022). Заведующий кафедрой терапии  Института профессионального образования ФГАОУ ВО Первый МГМУ им. И. М. Сеченова Минздрава России (Сеченовский Университет). Редактор гепато-билиарной группы Кокрейн (CHBG- Cochrane hepato-biliary group), главный научный редактор издания клинических рекомендаций для врачей общей практики на русском языке на основе доказательной медицины (EBMG-Evidence Based Medicine Guidelines),  член редколлегии журнала «Сеченовский вестник», член Совета по этике Минздрава России, член экспертной группы ВОЗ по разработке инструмента сравнительного анализа этического надзора за исследованиями в области здравоохранения.

## Биография
Родился 26 июля 1967 года в г. София.
В 1986 году окончил 9-ю французскую лингвистическую гимназию в г. София (9-та Френска езикова гимназия, г. София).
В 1986 —1988 годах служил в вооруженных силах.
В 1989 году начал обучение в Медицинской академии г. София, в 1995 году окончил ММА им. И. М. Сеченова.
С 2000 года по настоящее время работает в Первый МГМУ им. И. М. Сеченова: с 2000 по 2018 год — работал в отделении гепатологии Клиники продпедевтики внутренних болезней, гастроэнтерологии и гепатологии им. В.Х.Василенко, а с 2001 по 2019 годы — на кафедре продпедевтики внутренних болезней, где прошел путь от ассистента кафедры до профессора. 
В 2000 году — защитил кандидатскую диссертацию на тему: «Метаболизм железа у больных хроническими вирусными гепатитами».
В 2010 году — защитил докторскую диссертацию на тему: «Фиброз печени при хронических вирусных гепатитах B и C».
С 2018 года — руководитель Центра доказательной медицины Научно-технологического парка биомедицины ФГАОУ ВО Первый МГМУ им. И. М. Сеченова. 
С 2019 года — заведующий кафедрой терапии Института профессионального образования ФГАОУ ВО Первый МГМУ им. И. М. Сеченова.
с 2020 года — заместитель директора по научно-организационной работе Института клинической медицины им Н.В.Склифосовского ФГАОУ ВО Первый МГМУ им. И. М. Сеченова.

## Научная деятельность
Основной сферой научных интересов является патогенез, диагностика и лечение хронических заболеваний желудочно-кишечного тракта и печени, методы инвазивной и неинвазивной диагностики фиброза и цирроза печени и их осложнений, исследования антифиброзного действия лекарственных препаратов, геннотерапевтический и клеточный подходы к лечению фиброза и цирроза печени. Занимается разработкой клинических методов диагностики и лечения заболеваний внутренних органов с использованием технологий, базирующихся на изучении микробиоты человека. Является соавтором ряда клинических рекомендаций по лечению заболеваний желудочно-кишечного тракта и печени.
Терапевтический подход профессора Ч.С. Павлова связан с интеграцией научных знаний в клиническую практику, на основе доказательной методологии в диагностике и лечении пациентов.
При его участии разработана программа, направленная на снижение в Российской Федерации смертности от социально значимых заболеваний желудочно-кишечного тракта. 
Автор более 350 работ в отечественных и зарубежных изданиях.

## Награды
· Лауреат премии фонда «Falk» (2003).
· Стипендиат французской гастроэнтерологической ассоциации (2006).
· Международный грант EASL «Sheila Sherlock Physician Scientist Fellowship» (2015).
· Благодарность министра здравоохранения РФ (2017).
· Почетная грамота министра здравоохранения РФ «За заслуги в области здравоохранения и многолетний добросовестный труд» (2018).
· Заслуженный работник здравоохранения Российской Федерации (2022).